# Volley Milano 2016-2017
Questa voce raccoglie le informazioni riguardanti il Volley Milano nelle competizioni ufficiali della stagione 2016-2017.

## Stagione
La stagione 2016-17 è per il Volley Milano, sponsorizzato dal Gi Group e ricordando nella denominazione la città di Monza, dove disputa le partite casalinghe, la sesta, la terza consecutiva, in Serie A1. La scelta dell'allenatore cade su Miguel Ángel Falasca, mentre la rosa rimane sostanzialmente invariata con le conferme di Iacopo Botto, Pieter Verhees, Marco Rizzo, Nikola Jovović, Thomas Beretta e Andrea Galliani: tra i nuovi acquisti spiccano quelli di Christian Fromm, Donovan Džavoronok, Simon Hirsch e Leandro Vissotto, quest'ultimo arrivato a stagione in corso, e tra le cessioni si registrano quelle di Renan Buiatti, Tomas Rousseaux e Mario Mercorio.
La stagione si apre con la sconfitta contro l'Associazione Sportiva Volley Lube, mentre la prima vittoria arriva nella giornata successiva ai danni della Callipo Sport, seguita da un nuovo successo, questa volta contro il Powervolley Milano: nel resto del girone di andata la squadra di Milano alterna risultati positivi a negativi, chiudendo al settimo posto in classifica, qualificandosi per la Coppa Italia. Anche il girone di ritorno comincia con una serie di risultati altalenanti: dalla ventunesima giornata il Volley Milano incappa in una serie di cinque sconfitta consecutive per ritornare poi alla vittoria all'ultima giornata contro la Pallavolo Piacenza e chiudere la regular season al settimo posto in classifica. Nei play-off scudetto viene eliminata ai quarti di finale a seguito della sconfitta in due gare a opera della Trentino Volley. Accede quindi ai play-off per il quinto posto: nei quarti di finale, vince le tre gare utili, nonostante la sconfitta in gara 2 contro la Pallavolo Molfetta, per passare al turno successivo; nella semifinale viene battuta per 3-1 dalla Pallavolo Piacenza.
Grazie al settimo posto al termine del girone di andata della Serie A1 2016-17 il Volley Milano partecipa alla Coppa Italia: dopo aver eliminato negli ottavi di finale il Gruppo Sportivo Porto Robur Costa, viene sconfitto per 3-0 dalla Trentino Volley nei quarti di finale ed eliminato dalla competizione.

## Organigramma societario
Area direttiva
- Presidente: Alessandra Marzari
- Vicepresidente: Alberto Zucchi
- Segreteria generale: Ilaria Conciato

Area organizzativa
- Team manager: Cesare Capetti
- Direttore sportivo: Claudio Bonati
- Direttore generale: Ilaria Conciato
- Direttore tecnico: Oreste Vacondio

Area tecnica
- Allenatore: Miguel Ángel Falasca
- Allenatore in seconda: Francesco Cattaneo
- Assistente allenatori: Massimo Dagioni
- Scout man: Danilo Contrario

Area comunicazione
- Ufficio stampa: Giò Antonelli
- Area comunicazione: Dario Keller, Matteo Pastore
- Responsabile eventi: Mark Pierotti
- Fotografo: Michele Pacifico

Area marketing
- Ufficio marketing: Matteo Pastore
- Biglietteria: Mark Pierotti
- Social media manager: Alessandro Abeni

Area sanitaria
- Medico: Alessandra Marzari
- Fisioterapista: Marco Zenato
- Preparatore atletico: Daniel Lecouna

## Rosa
| N° | Nome               | Ruolo | Data di nascita   | Nazionalità sportiva |
| -- | ------------------ | ----- | ----------------- | -------------------- |
| 1  | Christian Fromm    | S     | 15 agosto 1990    | Germania             |
| 2  | Ivan Raič          | S/O   | 3 giugno 1989     | Croazia              |
| 4  | Donovan Džavoronok | S     | 23 marzo 1997     | Rep. Ceca            |
| 5  | Nicola Daldello    | P     | 6 maggio 1983     | Italia               |
| 6  | Andrea Galliani    | S/O   | 6 gennaio 1988    | Italia               |
| 7  | Marzo Rizzo        | L     | 2 gennaio 1990    | Italia               |
| 8  | Marcello Forni     | C     | 11 agosto 1980    | Italia               |
| 9  | Nikola Jovović     | P     | 13 febbraio 1992  | Serbia               |
| 10 | Jernej Terpin      | S     | 21 giugno 1996    | Italia               |
| 11 | Iacopo Botto       | S     | 22 settembre 1987 | Italia               |
| 12 | Pieter Verhees     | C     | 8 dicembre 1989   | Belgio               |
| 13 | Thomas Beretta     | C     | 18 aprile 1990    | Italia               |
| 15 | Simon Hirsch       | S/O   | 3 aprile 1992     | Germania             |
| 16 | Leandro Vissotto   | S/O   | 30 aprile 1983    | Brasile              |
| 17 | Davide Brunetti    | L     | 5 luglio 1995     | Italia               |

## Mercato
| Acquisti | Acquisti           | Acquisti           | Acquisti   |
| R.       | Nome               | da                 | Modalità   |
| -------- | ------------------ | ------------------ | ---------- |
| S        | Christian Fromm    | Sir Safety Perugia | definitivo |
| S        | Donovan Džavoronok | Karlovarsko        | definitivo |
| S/O      | Simon Hirsch       | Top Volley Latina  | definitivo |
| S        | Jernej Terpin      | ACH Volley         | definitivo |
| S/O      | Leandro Vissotto   | inattivo           | definitivo |

| Cessioni | Cessioni        | Cessioni    | Cessioni   |
| R.       | Nome            | a           | Modalità   |
| -------- | --------------- | ----------- | ---------- |
| S/O      | Renan Buiatti   | Sada        | definitivo |
| C        | Marcello Forni  | -           | svincolato |
| S        | Mario Mercorio  | Castellana  | definitivo |
| S/O      | Gao Qi          | Sichuan     | definitivo |
| S/O      | Ivan Raič       | -           | svincolato |
| S        | Tomas Rousseaux | AZS Olsztyn | definitivo |
| C        | Andrea Sala     | -           | ritirato   |

## Risultati

### Serie A1

#### Girone di andata
| 1ª giornata - 2 ottobre 2016 Palazzetto dello Sport, Monza    | Milano           | 0 - 3 | Lube               | 14-25, 23-25, 15-25               |
| 2ª giornata - 9 ottobre 2016 PalaValentia, Vibo Valentia      | Callipo          | 0 - 3 | Milano             | 20-25, 19-25, 22-25               |
| 3ª giornata - 16 ottobre 2016 Palazzetto dello Sport, Monza   | Milano           | 3 - 0 | Powervolley Milano | 25-21, 25-20, 25-16               |
| 4ª giornata - 19 ottobre 2016 PalaOlimpia, Verona             | BluVolley Verona | 3 - 2 | Milano             | 25-20, 35-37, 25-20, 16-25, 15-9  |
| 5ª giornata - 23 ottobre 2016 PalaPolsinelli, Sora            | Argos            | 3 - 0 | Milano             | 25-22, 25-22, 27-25               |
| 6ª giornata - 29 ottobre 2016 Palazzetto dello Sport, Monza   | Milano           | 3 - 0 | Top Volley Latina  | 25-20, 25-21, 25-22               |
| 7ª giornata - 1º novembre 2016 PalaSanLazzaro, Padova         | Padova           | 3 - 0 | Milano             | 26-24, 25-20, 25-23               |
| 8ª giornata - 6 novembre 2016 Palazzetto dello Sport, Monza   | Milano           | 3 - 2 | Porto Robur Costa  | 25-19, 17-25, 22-25, 25-21, 15-12 |
| 9ª giornata - 9 novembre 2016 PalaPanini, Modena              | Modena           | 1 - 3 | Milano             | 25-22, 19-25, 16-25, 23-25        |
| 10ª giornata - 13 novembre 2016 Palazzetto dello Sport, Monza | Milano           | 0 - 3 | Sir Safety Perugia | 21-25, 20-25, 14-25               |
| 11ª giornata - 18 novembre 2016 Palazzetto dello Sport, Monza | Milano           | 3 - 1 | Molfetta           | 21-25, 27-25, 25-21, 25-23        |
| 12ª giornata - 27 novembre 2016 PalaTrento, Trento            | Trentino         | 3 - 2 | Milano             | 25-18, 25-22, 22-25, 16-25, 15-11 |
| 13ª giornata - 4 dicembre 2016 Palazzetto dello Sport, Monza  | Milano           | 1 - 3 | Piacenza           | 21-25, 25-16, 19-25, 13-25        |

#### Girone di ritorno
| 14ª giornata - 11 dicembre 2016 PalaCivitanova, Civitanova Marche | Lube               | 3 - 0 | Milano           | 25-23, 25-14, 25-20               |
| 15ª giornata - 18 dicembre 2016 Palazzetto dello Sport, Monza     | Milano             | 3 - 1 | Callipo          | 15-25, 25-17, 25-21, 25-11        |
| 16ª giornata - 26 dicembre 2016 PalaYamamay, Busto Arsizio        | Powervolley Milano | 0 - 3 | Milano           | 17-25, 20-25, 22-25               |
| 17ª giornata - 29 dicembre 2016 Palazzetto dello Sport, Monza     | Milano             | 0 - 3 | BluVolley Verona | 20-25, 19-25, 21-25               |
| 18ª giornata - 8 gennaio 2017 Palazzetto dello Sport, Monza       | Milano             | 3 - 1 | Argos            | 24-26, 25-19, 25-19, 25-20        |
| 19ª giornata - 15 gennaio 2017 PalaBianchini, Latina              | Top Volley Latina  | 3 - 0 | Milano           | 25-20, 25-23, 25-15               |
| 20ª giornata - 20 gennaio 2017 Palazzetto dello Sport, Monza      | Milano             | 3 - 1 | Padova           | 25-17, 25-19, 19-25, 28-26        |
| 21ª giornata - 5 febbraio 2017 PalaDeAndré, Ravenna               | Porto Robur Costa  | 3 - 1 | Milano           | 25-20, 20-25, 25-18, 25-16        |
| 22ª giornata - 8 febbraio 2017 Palazzetto dello Sport, Monza      | Milano             | 2 - 3 | Modena           | 25-23, 13-25, 25-22, 26-28, 10-15 |
| 23ª giornata - 12 febbraio 2017 PalaEvangelisti, Perugia          | Sir Safety Perugia | 3 - 1 | Milano           | 25-23, 20-25, 28-26, 25-14        |
| 24ª giornata - 19 febbraio 2017 PalaPoli, Molfetta                | Molfetta           | 3 - 1 | Milano           | 25-18, 25-17, 26-28, 25-19        |
| 25ª giornata - 26 febbraio 207 Palazzetto dello Sport, Monza      | Milano             | 0 - 3 | Trentino         | 22-25, 20-25, 21-25               |
| 26ª giornata - 22 febbraio 2017 PalaBanca, Piacenza               | Piacenza           | 2 - 3 | Milano           | 18-25, 22-25, 28-26, 25-17, 12-15 |

#### Play-off scudetto
| Quarti di finale (gara 1) - 5 marzo 2017 PalaTrento, Trento            | Trentino | 3 - 0 | Milano   | 25-15, 25-18, 25-18 |
| Quarti di finale (gara 2) - 8 marzo 2017 Palazzetto dello Sport, Monza | Milano   | 0 - 3 | Trentino | 18-25, 23-25, 22-25 |

#### Play-off 5º posto
| Quarti di finale (gara 1) - 26 marzo 2017 Palazzetto dello Sport, Monza | Milano   | 3 - 1 | Molfetta | 23-25, 25-22, 25-23, 25-23 |
| Quarti di finale (gara 2) - 2 aprile 2017 PalaPoli, Molfetta            | Molfetta | 3 - 1 | Milano   | 25-17, 26-24, 19-25, 25-23 |
| Quarti di finale (gara 3) - 9 aprile 2017 Palazzetto dello Sport, Monza | Milano   | 3 - 0 | Molfetta | 25-15, 25-22, 25-22        |
| Quarti di finale (gara 2) - 13 aprile 2017 PalaPoli, Molfetta           | Molfetta | 1 - 3 | Milano   | 21-25, 27-29, 25-20, 17-25 |
| Semifinali - 22 aprile 2017 PalaOlimpia, Verona                         | Piacenza | 3 - 1 | Milano   | 20-25, 25-17, 25-22, 25-18 |

### Coppa Italia

#### Fase a eliminazione diretta
| Ottavi di finale - 14 dicembre 2016 Palazzetto dello Sport, Monza | Milano   | 3 - 2 | Porto Robur Costa | 25-18, 17-25, 25-22, 28-30, 15-13 |
| Quarti di finale - 11 gennaio 2017 PalaTrento, Trento             | Trentino | 3 - 0 | Milano            | 25-19, 25-18, 25-10               |

## Statistiche

### Statistiche di squadra
| Competizione | Punti | In casa | In casa | In casa | In trasferta | In trasferta | In trasferta | Totale | Totale | Totale |
| Competizione | Punti | G       | V       | P       | G            | V            | P            | G      | V      | P      |
| ------------ | ----- | ------- | ------- | ------- | ------------ | ------------ | ------------ | ------ | ------ | ------ |
| Serie A1     | 34    | 16      | 9       | 7       | 16           | 5            | 11           | 33     | 14     | 19     |
| Coppa Italia | -     | 1       | 1       | 0       | 1            | 0            | 1            | 2      | 1      | 1      |
| Totale       | -     | 17      | 10      | 7       | 17           | 5            | 12           | 35     | 15     | 20     |

G = partite giocate; V = partite vinte; P = partite perse

### Statistiche dei giocatori
| Giocatore     | Serie A1 | Serie A1 | Serie A1 | Serie A1 | Serie A1 | Coppa Italia | Coppa Italia | Coppa Italia | Coppa Italia | Coppa Italia | Totale | Totale | Totale | Totale | Totale |
| Giocatore     | P        | PT       | AV       | MV       | BV       | P            | PT           | AV           | MV           | BV           | P      | PT     | AV     | MV     | BV     |
| ------------- | -------- | -------- | -------- | -------- | -------- | ------------ | ------------ | ------------ | ------------ | ------------ | ------ | ------ | ------ | ------ | ------ |
| T. Beretta    | 33       | 214      | 141      | 56       | 17       | 2            | 17           | 9            | 7            | 1            | 35     | 231    | 150    | 63     | 18     |
| I. Botto      | 32       | 291      | 235      | 25       | 31       | 2            | 24           | 20           | 1            | 3            | 34     | 315    | 255    | 26     | 34     |
| D. Brunetti   | 18       | 1        | 1        | 0        | 0        | 2            | 0            | 0            | 0            | 0            | 20     | 1      | 1      | 0      | 0      |
| N. Daldello   | 28       | 9        | 5        | 2        | 2        | 1            | 0            | 0            | 0            | 0            | 29     | 9      | 5      | 2      | 2      |
| D. Džavoronok | 29       | 90       | 74       | 7        | 9        | 2            | 7            | 5            | 2            | 0            | 31     | 97     | 79     | 9      | 9      |
| M. Forni      | 5        | 6        | 4        | 2        | 0        | 0            | 0            | 0            | 0            | 0            | 5      | 6      | 4      | 2      | 0      |
| C. Fromm      | 33       | 405      | 347      | 28       | 30       | 2            | 24           | 20           | 1            | 3            | 35     | 429    | 367    | 29     | 33     |
| A. Galliani   | 28       | 36       | 32       | 2        | 2        | 2            | 0            | 0            | 0            | 0            | 30     | 36     | 32     | 2      | 2      |
| S. Hirsch     | 30       | 333      | 278      | 31       | 24       | 2            | 20           | 15           | 2            | 3            | 32     | 353    | 293    | 33     | 27     |
| N. Jovović    | 30       | 71       | 31       | 22       | 18       | 2            | 5            | 1            | 4            | 0            | 32     | 76     | 32     | 26     | 18     |
| I. Raič       | 3        | 0        | 0        | 0        | 0        | -            | -            | -            | -            | -            | 3      | 0      | 0      | 0      | 0      |
| M. Rizzo      | 33       | 0        | 0        | 0        | 0        | 2            | 0            | 0            | 0            | 0            | 35     | 0      | 0      | 0      | 0      |
| J. Terpin     | 9        | 7        | 5        | 0        | 2        | 1            | 0            | 0            | 0            | 0            | 10     | 7      | 5      | 0      | 2      |
| P. Verhees    | 33       | 253      | 159      | 63       | 31       | 2            | 14           | 11           | 2            | 1            | 35     | 267    | 170    | 65     | 32     |
| L. Vissotto   | 15       | 148      | 131      | 6        | 11       | -            | -            | -            | -            | -            | 15     | 148    | 131    | 6      | 11     |

P = presenze; PT = punti totali; AV = attacchi vincenti; MV = muri vincenti; BV = battute vincenti